# Руско-австроунгарски преговори (1878)
Руско-австроунгарските преговори (1878) след края на Руско-турската война (1877 – 1878) са част от дипломатическата подготовка на Берлинския конгрес.
Руско-австроунгарските преговори са водени през март-април 1878 г., след приключване на военните действия в Руско-турската война (1877 – 1878). Провеждат се по инициатива на правителството на Русия. Целта е да се постигне споразумение с правителството на Австро-Унгария в навечерието на Берлинския конгрес.
Пълномощници на двете страни са: граф Дюла Андраши, министър на външните работи на Австро-Унгария и граф Николай Игнатиев, посланик на Русия в Цариград. При среща между двамата във Виена на 15/ 27 март 1877 г., граф Андраши излага основните претенции на Австро-Унгария:
- Непризнаване на Санстефанския мирен договор между Русия и Османската империя, като притиворечащ на предварителните споразумения между Русия и Австро-Унгария.
- Искане за заемане от Австро-Унгария на Босна и Херцеговина.
- Противопоставяне на присъединяването към Сърбия на Нови пазар и Косовска Митровица, към които интерес има Австро-Унгария.
- Компенсиране на Сърбия с български земи от района на Враня, Пирот и Трън.
- Противопоставяне на излаза на Черна гора на Адриатическо море.
- Приемане на югоизточна граница на Княжество България според решенията на Цариградската конференция, а на западна граница – линията Орфански залив – Враня.
- Създаване на автономна област Македония, която е в сферата на австро-унгарските интереси.

Австро-унгарския пълномощник изтъква, че неприемането на основните претенции, би довело до съюз на неговата страна с Великобритания на антируска основа.
Руския пълномощник определя претенциите като прекомерни. Като компромисен вариант предлага, прилагането на решението на Цариградската конференция за България – създаване на държава, разделена на две области по меридианна линия. Предложението е отклонено и Руското правителство се договаря с Великобритания. В Лондон е сключено Англо-руско споразумение.